# Cachoubie
La Cachoubie ou Kachoubie (cachoube : Kaszëbë, en polonais : Kaszuby, en allemand : Kaschubei, Kaschubien) est une région historique de la Pologne, entre Poméranie et Prusse, avec un bon accès à la mer Baltique.
L'une des plus grandes villes de la Cachoubie est Gdynia, ville portuaire du nord de la Pologne, donnant sur la mer Baltique, apparemment sans avoir été ville hanséatique à part entière.

## Histoire

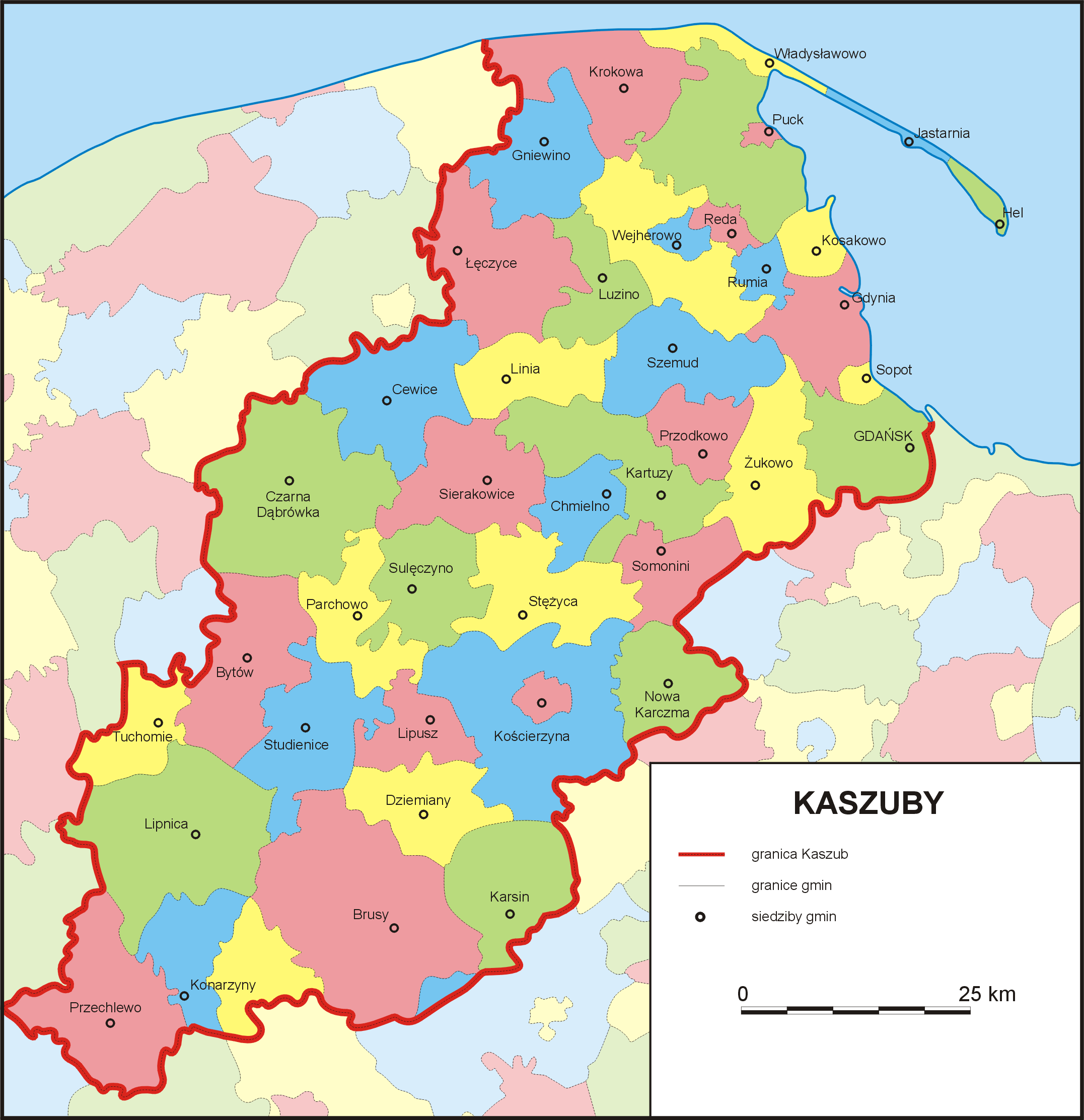
Les communes cachoubes en 1999 selon Jan Mordawski

L’existence des Cachoubes est mentionnée pour la première fois le 19 mars 1238, dans une bulle pontificale du Pape Grégoire IX à propos des ducs de Poméranie occidentale, qu’il appelle « Dux Slavorum et Cassubia » (en souvenir de cette date, depuis quelques années, le « Jour de l’Unité des Cachoubes » est célébré tous les 19 mars dans la région). Un peu plus tard, le duc de Poméranie Barnim III le Grand utilise aussi le titre de « Dux Cassuborum » (duc des Cachoubes)[réf. nécessaire].
Au cours de la Seconde Guerre mondiale, l’Allemagne nazie tenta de germaniser les Cachoubes. Le Reichsstatthalter de Dantzig et de la Prusse occidentale Albert Forster abandonna rapidement ce projet de créer une nationalité cachoube distincte et recommanda de renoncer à toute différence de traitement entre Polonais Cachoubes et non-Cachoubes[réf. nécessaire].